# Волгоградский электробус
Волгогра́дский электро́бус — система электробусного движения в Волгограде.
Эксплуатируется организацией МУП «Метроэлектротранс».

## История
История электробуса в Волгограде начинается в 2017 году, когда на презентации холдинга Bakulin Motors Group у подножия Мамаева Кургана был показан первый в городе электробус «Volgabus-5270.E0». Тогда же, на той встрече был губернатор области Андрей Бочаров. «Мы смотрим тенденцию развития электробусов. На самом деле это, наверное, один из самых перспективных транспортов в будущем. Мы крайне заинтересованы в использовании транспортных средств именно электробусов на территории Волгоградской области и, в первую очередь, в городе-герое Волгограде», - заявил губернатор региона. Жители Волгограда одними из первых в стране познакомились с пассажирским электробусом.
С середины ноября по начала декабря 2017 года состоялись испытания всё того же электробуса на троллейбусных маршрутах Волгограда. В первый же рабочий день, 20 ноября 2017 года, только за полдень электробус перевёз около 500 человек.
Городская администрация рассматривала электробус в качестве альтернативы троллейбусу — на тот момент уже были сокращены с десяток троллейбусных маршрутов, убраны Красноармейские и Кировские троллейбусные системы, а также были закрыты все троллейбусные депо, за исключением четвёртого, в настоящее время существующий как троллейбусный парк. Однако из-за конструкционных недочётов, а также дорогой стоимости их, от приобретения электробусов городская администрация отказалась.
Спустя 5 лет, в 2022 году, Камский автомобильный завод передал Волгограду электробус «КамАЗ-6282» для проведения тестовой эксплуатации на улицах города. В ходе передачи ключей от электробуса директор департамента пассажирского транспорта ПАО «КАМАЗ» Данил Гинятуллин отметил экологические и экономические преимущества инновационного электротранспорта.
Уже на следующий день, 14 сентября, электробус вышел на троллейбусный маршрут 15а, а уже 28 сентября было объявлено о начале испытаний электробуса на новом тестовом маршруте 15э «Больничный комплекс — Кардиоцентр — ТРЦ Акварель».
Электробус зарекомендовал себя хорошо, и уже в следующем году заключили контракт на поставку 20 электробусов производства завода «КамАЗ». Электробусы были приобретены за счёт целевой безвозвратной федеральной субсидии, выделяемой в рамках госпрограммы «Развитие транспортной системы», входящей в нацпроект «Безопасные качественные дороги». Ещё через пару месяцев было заключено дополнительное соглашение о приобретении ещё одного электробуса. Таким образом, всего в Волгоград было поставлено 21 электробус.
Открыть электробусный маршрут планировалось к началу декабря, однако 19 октября 2023 года было официально запущено тестовое движение по сокращённому маршруту 15 «Обувная фабрика — Тополёвая», что полностью повторяет трассу следования ранее закрытого троллейбусного маршрута 18, а 1 декабря маршрут был продлён до Железнодорожного вокзала.

## Маршруты
| Маршрут электробуса |                             |                        | |                  |                                                                         |
| №                   | Информация о маршруте       | Конечный пункт A       | Остановки/Станции по маршруту | Конечный пункт B | Примечание                                                              |
| 15                  | Расстояние маршрута − 19 км | Железнодорожный вокзал | Порт-Саида — Комсомольская — Аллея Героев [ход — пл. им. Куйбышева] — Краснознаменская / Дом Союзов — пл. Чекистов — Торговый центр — Гостиница «Южная» / Казачий театр (Академическая) — Архитектурно-строительный университет (пл. Советская) — ТЮЗ — Памятник морякам-североморцам — Фабрика «Царица» (Фабрика им. 1 Мая) — Казахская — Нижняя Ельшанка (по требованию) — Завод «Заря Волгограда» (Завод «Красная заря») — 35-я Гвардейская — Завод им. Петрова — Рембыттехника — Обувная фабрика — Автомобилистов — Университет — завод «Электронмаш» — Горная поляна — Комплекс «Санаторный» (Санаторий «Волгоград») — Энергетический колледж — Руднева — Закавказская — Кинотеатр «Авангард» — Колледж им. Вернадского (Химико-технологический колледж) — Школа № 107 — 503-й квартал — Лавровая — Больница № 9 | Тополёвая        | Следует по Первой продольной магистрали без заезда в микрорайон Тулака. |

- 10: [Работал с 1 по 12 декабря 2017 года. Время в пути: 37 мин. Расстояние маршрута: 11 км 525 м]

Улица Землячки — Центр детского творчества (Дом пионеров) — Агентство воздушных сообщений (Кинотеатр «Экран») — Хорошева — Технологический колледж (техникум) — Джаныбековская — Иртышская — Каспийская — Кинотеатр «Родина» — Новороссийская — Железнодорожный вокзал (перед мостом) [ход — Пл. Куйбышева] — Дом техники [ход — Ул. Землячки] — Комсомольская — Аллея Героев [ход — Пл. Куйбышева] — Краснознаменская / Дом Союзов — Пл. Чекистов — Торговый центр — Гостиница «Южная» / Казачий театр (Академическая) — Архитектурно-строительный университет (Пл. Советская) — ТЮЗ — Памятник морякам-североморцам — Фабрика «Царица» — Тулака — Площадь Куйбышева
- 12: [Работал с 20 по 30 ноября 2017 года. Время в пути: 60 мин. Расстояние маршрута: 16 км 675 м.]

Детский центр — Дом Союзов / Краснознаменская — Аллея Героев [ход — Детский центр] — Комсомольская — Порт-Саида — Технический университет / Педагогический университет — пл. Ленина — 7-я Гвардейская — Бакинская — ЦПКиО (Метизный завод) — Стадион «Волгоград-Арена» (Центральный стадион) — Мамаев курган — Дворец спорта — Пл. Возрождения — Ярмарка «Восток» [ход — Спартановка] — 39-я Гвардейская — Библиотечная — Царицынская опера (ДК им. Ленина) — Стадион «Монолит» — Гимназия № 14 (Школа № 31) — Пл. Титова — Больница Ильича (Больница № 5) — Тарифная — Автоцентр (Водоотстой) — Школа № 12 — Шурухина (Райисполком) — Школа № 3 — Пл. Дзержинского [ход — Спартановка] — Механический институт — Кропоткина — Парк памяти (Парк им. 1 Мая) — Новая Спартановка (Кинотеатр «Комсомолец») — Гостиница «Старт» (Универсам) — Грамши — Спартановка
- 15а: [Работал с 14 по 27 сентября 2022 года. Время в пути: 43 мин. Расстояние маршрута: 13 км 825 м.]

Больничный комплекс — МНТК микрохирургии глаза — Космонавтов — Школа № 33 — Поликлиника № 28 — Симонова — Школа искусств № 7 (126-й квартал) — 127-й квартал — Качинское училище — Колледж бизнеса (Качинский рынок) — Джаныбековская — Иртышская — Каспийская — Кинотеатр «Родина» — Новороссийская — Железнодорожный вокзал (перед мостом) [ход — Площадь Куйбышева] — Дом техники [ход — Больничный комплекс] — Комсомольская — Аллея Героев [ход — Площадь Куйбышева] — Краснознаменская / Дом Союзов — Пл. Чекистов — Торговый центр — Гостиница «Южная» / Казачий театр (Академическая) — Архитектурно-строительный университет (Пл. Советская) — ТЮЗ — Памятник морякам-североморцам — Фабрика «Царица» (Фабрика им. 1 Мая) — Тулака — Площадь Куйбышева
- 15э: [Работал с 28 сентября по 14 октября 2022 года. Время в пути: 60 мин. Расстояние маршрута: 20 км 490 м.]

Больничный комплекс — МНТК микрохирургии глаза — Космонавтов — Школа № 33 — Поликлиника № 28 — Симонова — Школа искусств № 7 (126-й квартал) — 127-й квартал — Качинское училище — Колледж бизнеса (Качинский рынок) — Джаныбековская — Иртышская — Центр «Здоровая спина» [ход — Больничный комплекс] (по требованию) — Каспийская — Кинотеатр «Родина» — Маршала Рокоссовского — 48-я школа (Елецкая) — Елисеева — Кинотеатр «Мир» — Чигиринская — Путепроводная (по требованию) — ТЦ Лента (по требованию) / Сельхозтехника — ВолГАУ — Прямая — Стадион «Нефтяник» — Колледж нефти и газа — Зелёное кольцо — Обувная фабрика — Автомобилистов — ЖК «Янтарный» [ход — ТРЦ «Акварель»] — Кардиоцентр [ход — ТРЦ «Акварель»] — ВолГУ — «ТРЦ Акварель» (на Второй продольной) — ТРЦ «Акварель»

## Хронология развития

### 2017
- 15 июня — состоялась презентация электробуса «Volgabus-5270.E0» в Волгограде[2].
- 16 ноября — на испытания поступил электробус «Volgabus-5270.E0» с возможностью ночной зарядки.
- 18 ноября — начата обкатка электробуса на улицах Волгограда[14].
- 20 ноября — начата эксплуатация электробуса на троллейбусном маршруте 12 «Детский центр — Спартановка»[3].
- 1 декабря — начата эксплуатация электробуса на троллейбусном маршруте 10 «Ул. Землячки — Пл. Куйбышева».
- 12 декабря — закончено испытания электробуса «Volgabus-5270.E0»[4].

### 2022
- 3 сентября — в троллейбусный парк прибыл электробус «КамАЗ-6282».
- 13 сентября — состоялась официальная презентация электробуса «КамАЗ-6282» с технологией быстрой зарядки[5].
- 14 сентября — начата эксплуатация электробуса на троллейбусном маршруте 15а «Больничный комплекс - пл. им. Куйбышева»[6].
- 28 сентября — начата эксплуатация электробуса на тестовом маршруте 15э «Больничный комплекс — Кардиоцентр — ТРЦ Акварель»[7].
- 14 октября — закончено испытания электробуса «КамАЗ-6282».

### 2023
- 09 апреля — объявлен электронный аукцион по определению организации, которая поставит 20 электробусов[15].
- 24 мая — заключён контракт на поставку 20 электробусов производства Камского автомобильного завода[8].
- 15 июня — на ПМЭФ между Волгоградской областью и Камским автомобильным заводом было подписано Соглашение о развитии сотрудничества[9].
- 1 сентября — опубликовано распоряжение администрации Волгограда, в котором вместо маршрута 5а «Родниковая долина — Железнодорожный вокзал» новый подвижной состав начнёт свою работу по маршруту 15 «Железнодорожный вокзал — Тополёвая»[16].
- 30 сентября — в троллейбусный парк поступили поступили первые электробусы модели «КамАЗ-6282».
- 4 октября — прошла первая обкатка электробусов по маршруту 15 «Железнодорожный вокзал — Тополёвая».
- 19 октября — открыт тестовый маршрут 15 «Обувная фабрика — Тополёвая»[11].
- 1 декабря — маршрут 15 продлён до Железнодорожного вокзала[13].

### 2024
- 13 мая — в связи с реконструкцией скоростного трамвая маршрут 15 в будние дни продлён до Площади Титова. В выходные дни работает в прежних границах - до Железнодорожного вокзала[17].

- 2 ноября — в связи с окончанием реконструкции скоростного трамвая маршрут 15 возвращён в прежних границах - до Железнодорожного вокзала[18].

### 2025
- 11 апреля – в троллейбусный парк на испытания прибыл электробус ПКТС 62181 «Генерал» с комбинированной зарядкой.
- 25 мая —  в связи с глобальной реконструкцией трамвайных путей в Дзержинском и Центральном районах, маршрут 15 в будние дни продлён до Жилгородка. В выходные дни работает в прежних границах - до Железнодорожного вокзала

## Электробусные депо

### Действующие
- Троллейбусный парк в Краснооктябрьском районе (проспект Ленина, 94а), обслуживающий троллейбусные маршруты 8А, 9, 10, 10А, 15А, а так же электробусный маршрут 15. С 31 декабря 1960 года до 1 ноября 2015 года − троллейбусное депо № 4.
- Троллейбусный парк отделение № 6[19] в Кировском районе (ул. Тополёвая, 2а). С 15 сентября 1999 года до 15 апреля 2017 года функционировал в качестве троллейбусного депо № 6, а с 1 мая 2015 года по 16 февраля 2016 года − троллейбусного участка (отделения) № 2 депо № 3. С 16 апреля 2017 года по 18 октября 2023 года находился в состоянии консервации. Данное подразделение обслуживало троллейбусные маршруты 17 (до конца 2000 года), 18 (до 15 апреля 2017 года). С 19 октября 2023 года был расконсервирован и в настоящее время обслуживает электробусный маршрут 15.

### 2025
- 11 апреля — в троллейбусный парк на испытания прибыл электробус ПКТС-62181 «Генерал разработанный компанией «ПК Транспортные системы»
- 14 апреля — в Волгограде начали тестировать электробус ПКТС-62181 Генерал. В течение месяца электробус будет курсировать по городским маршрутам, а после подготовки водителей и технического персонала его планируют направить на автобусный маршрут №21, связывающую Железнодорожный вокзал с посёлком ГЭС.
- 19 апреля — электробус «ПКТС-62181 Генерал» передан с северного филиала (автобусного парка) МЭТ в троллейбусный парк для испытаний на троллейбусном маршруте 8а «Инструментальный завод — Оптово-строительный рынок»
- 21 апреля — электробус «ПКТС-62181 Генерал» вышел на испытания с пассажирами по троллейбусному маршруту 8а «Инструментальный завод — Оптово-строительный рынок»
- 12 мая — завершились испытания электробуса «ПКТС-62181 Генерал». Электробус с 21 по 12 мая проходил испытания на троллейбусном маршруте 8а «Инструментальный завод — Оптово-строительный рынок»

## Конечные станции и остановки

### Действующие
| № | Название               | Район       | Маршрут |
| - | ---------------------- | ----------- | ------- |
| 1 | Железнодорожный вокзал | Центральный | 15      |
| 2 | Тополёвая              | Кировский   | 15      |

### Ранее планируемые
- Родниковая долина

### Ранее используемые
- Улица Землячки
- Больничный комплекс
- Спартановка
- Площадь Титова
- Детский центр
- Площадь Куйбышева
- Оптово-строительный рынок
- Инструментальный завод

## Стоимость проезда
С 1 августа 2024 года в Волгограде стоимость проезда при наличной оплате — 35 ₽, по банковской карте — 32 ₽, по транспортной карте «Волна» — 26 ₽. Так же возможна оплата проезда с помощью проездного билета на автобус.